# 海蘋果
海蘋果泛指偽翼手參屬（Pseudocolochirus）下的海參物種。牠們的身體呈卵形，腳呈管狀，和一般食用的紅蘋果相當類似，外型也相當艷麗，故漁民皆以海蘋果稱之。牠們是濾食性動物，以浮游生物為主食，但不會吃大量食物，因其消化能力有限，觸手能放入口中，這些是眾多微小的管足和花朵般燦爛的呼吸樹體色受到市場歡迎。但牠們的外壁與內臟含有毒素，是名副其實的「毒蘋果」。故當受到威脅或濒死時，它們會釋出有毒氣體，雖然在水族貿易中偶爾見到，但不可以將牠們飼養在純海水魚隻的水族箱，要隔離起來。

## 分布
海蘋果主要分布於馬達加斯加、紅海、斯里蘭卡、印度尼西亞、澳大利亞北部，菲律賓，臺灣澎湖海域

## 下级分类
本属包括以下物种：
- Pseudocolochirus dispar
- Pseudocolochirus axiologus (H. L. Clark, 1914)
- Pseudocolochirus misakiensis]]" Yamana & Kohtsuka, 2018
- Pseudocolochirus unica (Cherbonnier, 1988)
- 紫偽翼手參 Pseudocolochirus violaceus (Théel, 1886)